# Treze Futebol Clube
El Treze Futebol Clube és un club de futbol brasiler de la ciutat de Campina Grande a l'estat de Paraíba.

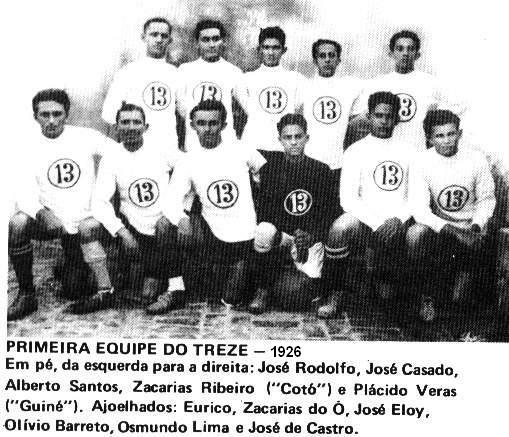
Foto del club el 1926.

## Història
El club ha guanyat el campionat estatal en tretze ocasions entre 1940 i 2011. També ha competit al Campeonato Brasileiro Série A els anys 1976, 1977, 1979, 1982, 1983, 1984, 1986, 1987 i 2000.

## Palmarès
- Campeonato Brasileiro Série B:
  - 1986
- Campionat paraibano:
  - 1940, 1941, 1950, 1966, 1975, 1981, 1982, 1983, 1989, 2000, 2001, 2005, 2006, 2010, 2011